# 家庭画報
『家庭画報』（かていがほう）とは、株式会社世界文化社から発売されている婦人向け生活雑誌である。月刊誌で、毎月1日発売。

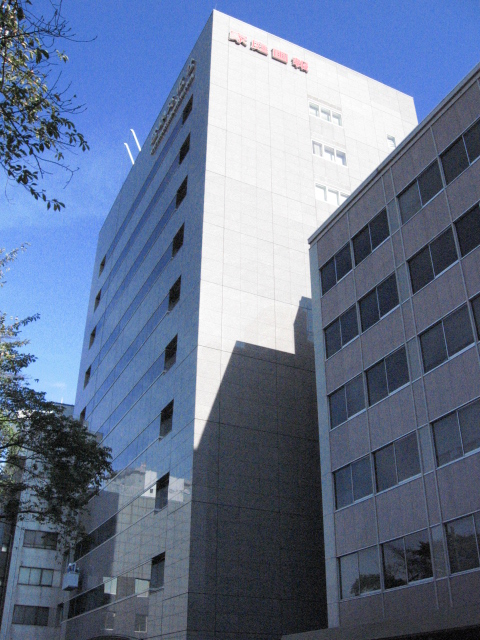
世界文化社の本社ビル。

## 概要
1958年（昭和33年）2月創刊。夢と美を楽しむというコンセプト、美しき伝承というテーマを掲げ、次世代にも受け継いでいくべき伝統・文化を伝える。芸術、グルメ、旅行、インテリア、ファッション、コスメなど中高年婦人を対象に、幅広いテーマを取り上げている。通常、前半が芸術、グルメ、旅行などに関するもの、後半がファッション、コスメ、インテリアなどに関する内容となっている。
同じ毎月1日発売の「婦人画報」（ハースト婦人画報社）などとともに、婦人誌・ハイカルチャー雑誌の代表とされる。同じ世界文化社が発売するファッション誌「GOLD」は同誌の姉妹本である。
2012年には創刊55周年を迎え、通巻650号を突破した。